# Miguel Beneito
Miguel Beneito (Valencia, c. 1562-1599), dramaturgo prelopista español.
Fue miembro de la Academia de los Nocturnos, una tertulia literaria de Valencia, con el sobrenombre de "Sosiego" y el cargo de portero. Sólo se conserva una obra suya: El hijo obediente. Es un jalón más hacia la comedia de Lope de Vega que sigue los senderos trazados por el dramaturgo valenciano Francisco Agustín Tárrega, también miembro de la citada academia.
- Datos: Q5808199